# Шоймуш (Хунедоара)
Шоймуш (рум. Șoimuș) — село у повіті Хунедоара в Румунії. Адміністративний центр комуни Шоймуш.
Село розташоване на відстані 300 км на північний захід від Бухареста, 4 км на північ від Деви, 110 км на південний захід від Клуж-Напоки, 129 км на схід від Тімішоари.

## Населення
За даними перепису населення 2002 року у селі проживали 1177 осіб.
Національний склад населення села:
| Національність | Кількість осіб | Відсоток |
| -------------- | -------------- | -------- |
| румуни         | 1115           | 94,7%    |
| угорці         | 44             | 3,7%     |
| цигани         | 12             | 1,0%     |

Рідною мовою назвали:
| Мова      | Кількість осіб | Відсоток |
| --------- | -------------- | -------- |
| румунська | 1128           | 95,8%    |
| угорська  | 42             | 3,6%     |